# 熊兆仁
熊兆仁（1912年—2019年4月7日），福建永定人，中国人民解放军将领、中国人民解放军开国少将，是电影《渡江侦察记》的原型人物。

## 生平
1912年生，福建省永定县人。1929年参加中国工农红军。1931年加人中国共产主义青年团，1933年转入中国共产党。土地革命战争时期，任福建军区独立第九团排长，闽西红军第四支队副大队长。坚持了南方三年游击战争。抗日战争时期，任新四军第二支队四团连长，新四军军部特务营连政治指导员，江北指挥部特务营政治教导员，第二支队新三团参谋长，第六师十六旅四十七团政治委员，苏浙军区第三军分区副司令员。第二次国共内战时期，任苏浙皖边区司令部司令员，皖南军区副司令员。
中华人民共和国成立后，任皖北军区副司令员，军参谋长，福建军区副参谋长，福州军区副参谋长，福建生产建设兵团政治委员，福州军区副参谋长。1955年，授予中国人民解放军少将。1955年被授予少将军衔。
2019年4月7日22时36分在福州市解放军联勤保障部队900医院（原南京军区福州总医院）逝世，享年107岁。